# Dayouth
 (juin 2021).
Dayouth ou Dayyuth (en arabe : دَيُّوث) est un terme arabe, issu du vocabulaire religieux islamique, qualifiant une personne au comportement permissif et libéral en matière de mœurs, de sexualité et d'attitude générale en ce qui concerne le comportement immoral des membres de sa famille, notamment les femmes, ou de son conjoint dans le cadre d'un mariage. Plus particulièrement, le terme dayouth décrit souvent un homme qui n'a pas le comportement (Ghayrah) de protection familial commandé  par les principes de la religion musulmane, notamment à l'égard des membres féminins de sa famille ou de son épouse.  
Les caractéristiques d'un dayouth incluent le fait de forcer ou de permettre à sa femme de l'entretenir, alors que l'époux est valide et peut subvenir à ses besoins, d'abandonner sa femme ou aux membres féminins de sa famille d'avoir ou de fréquenter des amis masculins,. Il en va de même pour l'homme à l'égard d'autres femmes. Cette attitude serait considérée comme contraire à la bonne moralité attendue par l'islam. 
Il existe de nombreuses variantes dans la façon dont dayouth est transcrit, y compris dayyuth, dayuuth ou dayoos.
Le terme dayyouth a historiquement eu des implications religieuses, juridiques et familiales, selon l'époque et la région géographique, surtout si une liaison aboutit à une grossesse. Les Arabes de diverses religions et les autres peuples dont la religion est l'islam conçoivent le concept du dayouth sous un jour négatif, que ce soit personnellement ou dans les écritures[Lesquelles ?]. Le terme a également pénétré dans les populations qui ont des dénominations religieuses avec de telles explications (telles que la jurisprudence islamique) ou les populations géographiquement adjacentes où le terme est utilisé.
La perception du public au sein des communautés non-musulmanes qui ont adopté la notion de dayouth comme mot d'emprunt varie. Cela va de la critique de son utilisation, suggérant l'acceptation de vains rôles paternalistes de genre, la stigmatisation de la sexualité ou un contrôle sexuel intrusif surprotecteur au sein d'un ménage et donc une approbation des fréquentations, à l'acceptation de son utilisation dans les cas où il y a un affront à la modestie ou à l'archétype de l'abstinence d'inspiration religieuse.